# Oh Father
"Oh Father" är en låt framförd av den amerikanska popartisten Madonna. Den gavs ut som den fjärde singeln från hennes fjärde studioalbum Like a Prayer den 24 oktober 1989. Singeln släpptes inte i de flesta europeiska länderna förrän den 24 december 1995, i samband med samlingsalbumet Something to Remember. Låten skrevs av och producerades av Madonna och Patrick Leonard, och handlar om olika manliga gestalter i Madonnas liv, i synnerhet hennes far Tony Ciccone. Madonnas relation till sin far hade försämrats efter hennes mors död 1963 samt genom Tonys nya äktenskap två år därefter.
Musikaliskt sett är "Oh Father" en poplåt och ballad. Den spelades in vid Garment District i New York. Leonard lade samman olika sorters ackordföljder och skapade en melodi som Madonna sjöng över.
Låten nådde som bäst plats 20 på Billboard Hot 100.

## Musikvideo
Musikvideon regisserades av David Fincher. Den spelades in sista veckan i oktober 1989 vid Culver Studios i Culver City.

## Format och låtlistor
| - CD-singel 1. "Oh Father" (edit) – 4:20 2. "Pray for Spanish Eyes" – 5:15 3. "Oh Father" (albumversion) – 4:58 - 7"-vinyl / Kassettsingel 1. "Oh Father" (edit) – 4:20 2. "Pray for Spanish Eyes" – 5:15 | - Kassettsingel – Storbritannien (1995) 1. "Oh Father" (albumversion) – 4:58 2. "Live to Tell" (live edit från Ciao Italia) – 6:22 - CD-singel – Storbritannien (1995) 1. "Oh Father" (albumversion) – 4:58 2. "Live to Tell" (live edit från Ciao Italia) – 6:22 3. "Why's It So Hard" (live från The Girlie Show) – 5:12 |

## Medverkande
| - Madonna – låtskrivare, producent - Patrick Leonard – låtskrivare, producent, arrangör - Bill Meyers – arrangör - Bruce Gaitsch – akustisk gitarr - Chester Kamen – gitarr - Guy Pratt – bas, trumprogrammering - Chuck Findley – arrangör, brassinstrument | - Donna De Lory – bakgrundssång - Niki Haris – bakgrundssång - Paulinho Da Costa – slagverk - Herb Ritts – omslagsfotografi |

Medverkande är hämtade ur albumhäftet till Like a Prayer.

## Listplaceringar
| Lista (1989)                   | Högsta position |
| ------------------------------ | --------------- |
| Australien (Kent Music Report) | 59              |
| Frankrike                      | 26              |
| Japan                          | 12              |
| Kanada (RPM)                   | 14              |
| USA (Billboard Hot 100)        | 20              |

| Lista (1996)              | Högsta position |
| ------------------------- | --------------- |
| Eurochart Hot 100 Singles | 62              |
| Finland                   | 6               |
| Irland                    | 25              |
| Italien                   | 6               |
| Storbritannien            | 16              |